# Fort de Plaisance
 (novembre 2023).
Si vous disposez d'ouvrages ou d'articles de référence ou si vous connaissez des sites web de qualité traitant du thème abordé ici, merci de compléter l'article en donnant les références utiles à sa vérifiabilité et en les liant à la section « Notes et références ».
Le fort de Plaisance fut un fort français construit au XVIIe siècle sur l'île de Terre-Neuve à l'époque de la Nouvelle-France.
En 1662, les Français établissent un comptoir commercial stratégique dans une crique bien protégée donnant sur la baie de Placentia qui sépare la péninsule d'Avalon du reste de l'île de Terre-Neuve et situé près des Grands Bancs poissonneux.
Afin de protéger ce lieu, plusieurs forts furent érigés autour de cette crique, le fort de Plaisance dès 1662, le fort Royal en 1687 et le fort Saint-Louis en 1690.
Le fort de Plaisance fut construit à l'intérieur de la rade afin de protéger la petite cité portuaire de Plaisance de toute attaque ennemie.
Lors de sa construction, le fort de Plaisance possédait des remparts de terre renforcés par des pieux en bois. Il fut au début pourvu de quatre canons. Son armement fut progressivement augmenté et en 1667, le fort de Plaisance pouvait aligner 32 canons.
En 1713, le Traité d'Utrecht force les Français à abandonner leurs établissements de Terre-Neuve. "Plaisance" deviendra "Placentia". Les habitants français seront déplacés vers l'Île Royale où débutera la construction de Louisbourg.